# چاماردی
چاماردی (به ترکی استانبولی: Çamardı) یک منطقهٔ مسکونی در ترکیه است که در استان نیغده واقع شده‌است.